# Bathyomphalus contortus
Bathyomphalus contortus е вид коремоного от семейство Planorbidae. Видът не е застрашен от изчезване.

## Разпространение и местообитание
Разпространен е в Австрия, Албания, Белгия, Босна и Херцеговина, България, Великобритания (Северна Ирландия), Германия, Дания, Джърси, Естония, Ирландия, Испания, Италия (Сардиния и Сицилия), Латвия, Литва, Лихтенщайн, Люксембург, Нидерландия, Норвегия, Полша, Португалия, Северна Македония, Румъния, Русия (Европейска част на Русия и Калининград), Словакия, Словения, Турция, Украйна (Крим), Унгария, Финландия, Франция (Корсика), Хърватия, Чехия, Швейцария и Швеция.
Обитава сладководни басейни, заливи и реки. Среща се на надморска височина от -5,5 до 139,7 m.